# خط أنابيب نفط أفغانستان
خط أنابيب نفط أفغانستان كان مشروع مقترح من عدة شركات نفط لنقل النفط من أذربيجان وآسيا الوسطى عبر أفغانستان إلى باكستان والهند.

## مشروع خط أنابيب آسيا الوسطى
في التسعينيات من القرن الماضي نظرت شركة أونوكال الأمريكية بإنشاء خط أنابيب تركمانستان-أفغانستان-باكستان عبر أفغانستان في خط أنابيب بطول 1600 متر (1,000 ميل) يوميًا (1,000 × 107 طن) لربط خط أنابيب تركمانستان ( تشاردزو سابقًا) إلى الهند على طول بحر العرب. من خلال خط أنابيب أومسك (روسيا) - بافلودار (كاساخستان) - شيمكنت - توركنابات، سيوفر الخط وسيلة تصدير بديلة محتملة لإنتاج النفط الإقليمي من بحر قزوين. كان من المتوقع أن يكلف خط الأنابيب 2.5 مليار دولار أمريكي. ومع ذلك وبسبب عدم الاستقرار السياسي والأمني تم رفض هذا المشروع.

## نظرية متنازع عليها
اقترح بعض النقاد أن الدافع الفعلي للغزو الغربي لأفغانستان في عام 2001 كان أهمية أفغانستان كقناة لأنابيب النفط من أذربيجان إلى الدول المجاورة لأفغانستان. جادل آخرون بأن خط الأنابيب النظري لم يكن سبباً هاماً للغزو لأن معظم الحكومات الغربية وشركات النفط التابعة لها تفضل طريق التصدير. يمر هذا الطريق عبر بحر قزوين إلى أذربيجان ثم إلى جورجيا وإلى البحر الأسود بدلاً من ذلك الذي يمر عبر أفغانستان. إن تجاوز الأراضي الروسية والإيرانية من شأنه كسر احتكارها الجماعي لامدادات الطاقة الإقليمية.